# Aneflus calvatus
Aneflus calvatus är en skalbaggsart som beskrevs av Horn 1885. Aneflus calvatus ingår i släktet Aneflus och familjen långhorningar. Inga underarter finns listade i Catalogue of Life.